# Lawrence University
Die Lawrence University ist eine kleine Privatuniversität in Appleton, Wisconsin.

## Geschichte

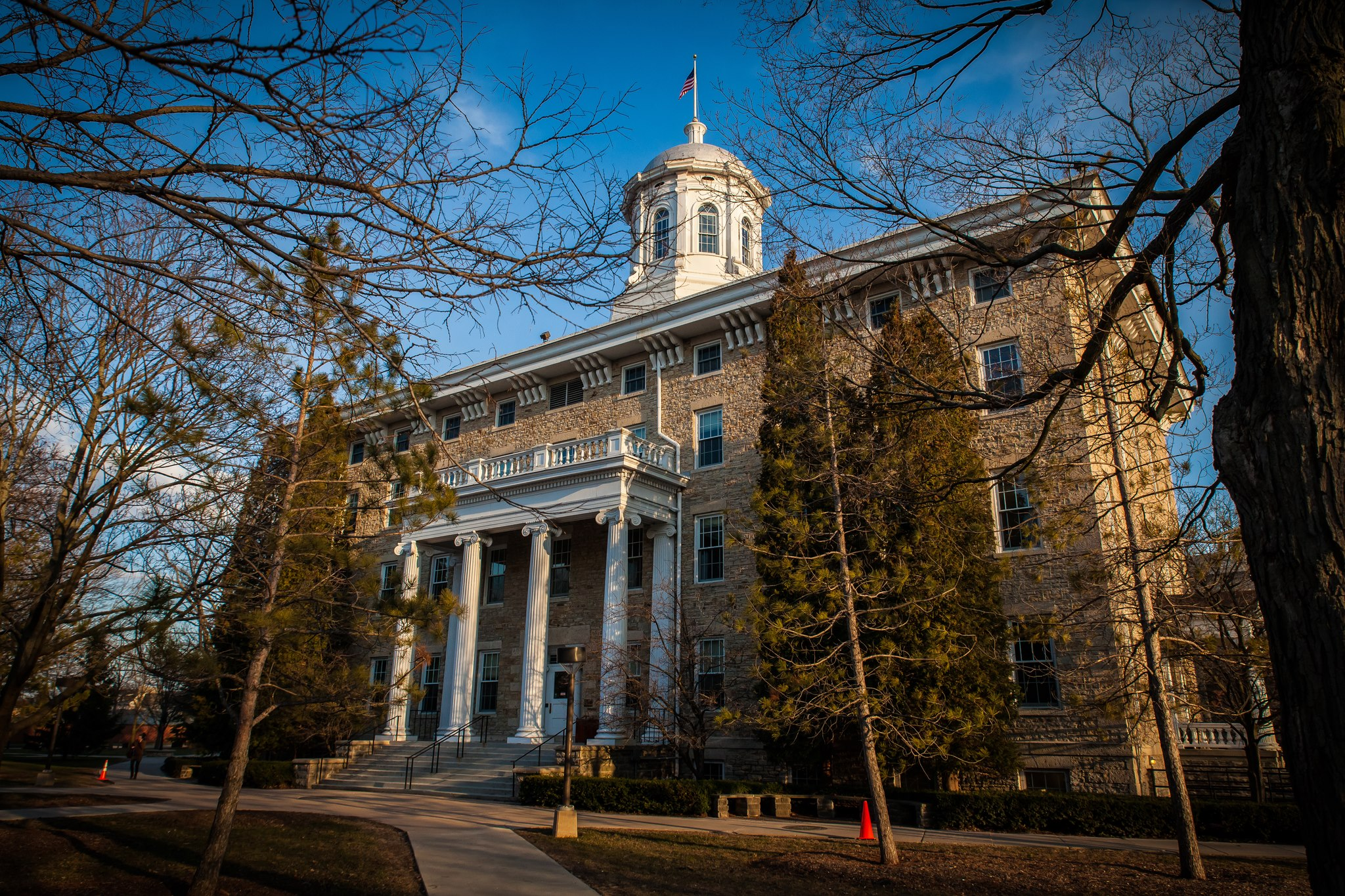
1974 als Kulturdenkmal anerkanntes Hauptgebäude (Main Hall) der Lawrence University von 1857

1847 wurde das Lawrence Institute von den Methodistenpredigern William Harkness Sampson, Henry Root Colman und Reeder Smith gegründet und nach dem Händler Amos A. Lawrence benannt, der 10.000 Dollar für den Aufbau eines Colleges zur Verfügung stellte. 1913 wurde es zum Lawrence College und 1964 zur Lawrence University. Zur Universität gehört auch das Lawrence Konservatorium. Lawrence gilt als eines der besten kleinen amerikanischen „liberal arts colleges“.

## Präsidenten der Universität
Die bisherigen Präsidenten waren:
- 1849–1853: William Harkness Sampson („principal“)
- 1853–1859: Edward Cooke (erster Präsident)
- 1859–1865: Russell Zelotes Mason
- 1865–1879: George McKendree Steele
- 1879–1883: Elias DeWitt Huntley
- 1883–1889: Bradford Paul Raymond
- 1889–1893: Charles Wesley Gallagher
- 1893–1894: L. Wesley Underwood (amtierender Präsident)
- 1894–1924: Samuel G. Plantz
- 1924–1925: Wilson Samuel Naylor (amtierender Präsident)
- 1925–1937: Henry Merritt Wriston
- 1937–1943: Thomas Nichols Barrows
- 1943–1944: Ralph Jerome Watts (amtierender Präsident)
- 1944–1953: Nathan Marsh Pusey
- 1954–1963: Douglas Maitland Knight
- 1963–1969: Curtis William Tarr
- 1969–1979: Thomas S. Smith
- 1979–2004: Richard Warch
- 2004–2013: Jill Beck
- 2013–2021: Mark Burnstein
- ab 2021: Laurie A. Carter

## Zahlen zu den Studierenden und den Dozenten
Im Herbst 2020 waren 1.430 Studierende an der Universität eingeschrieben, die alle ihren ersten Studienabschluss anstrebten und die damit undergraduates waren. Von diesen waren 55 % weiblich und 45 % männlich; 6 % bezeichneten sich als asiatisch, 6 % als schwarz/afroamerikanisch, 11 % als Hispanic/Latino und 59 % als weiß. Es lehrten 197 Dozenten an der Universität, davon 169 in Vollzeit und 28 in Teilzeit.
2005 waren es etwa 1.350 Studierende, 2012 etwa 1.500.

## Bekannte Absolventen
- Eddie Kotal (1902–1973), American-Football-Spieler und -Trainer, Scout (Sport)
- Joshua E. Sawyer (* 1975), Spieleentwickler